# Classe Holland (croiseur protégé)
Pour les autres classes de navires du même nom, voir Classe Holland.
La classe Holland est un classe de six croiseurs protégés  construite pour la Marine royale néerlandaise (Koninklijke Marine) à la fin du XIXe siècle.

La classe a été réalisée en deux groupes de trois navires et dans trois chantiers navals différents.

## Histoire
Cette classe est basée sur la classe de croiseurs britanniques classe Apollo (en). Les trois premiers navires avaient une longueur de 93,3 mètres pour un déplacement de 3 840 tonnes, les trois autres avaient 94,7 mètres de long pour 3 970 tonnes.

## Service
Le 19 octobre 1900, le Gelderland a transporté Paul Kruger en Europe pendant la seconde guerre des Boers. 

Le Holland avec le HNLMS Koningin Wilhelmina der Nederlanden et le navire de défense côtière HNLMS Piet Hein de classe Evertsen sont envoyés à Shanghai pour défendre les intérêts néerlandais au cours de la révolte des Boxers (1899-1901). 

Les Holland et Zeeland ainsi que les navires de défense côtière Hertog Hendrik, Koningin Regentes et De Ruyter ont aidé l'Armée royale des Indes néerlandaises (KNIL) pendant la guerre d'Aceh.  

En 1908, les Friesland et Gelderland avec le navire de défense côtière Jacob Van Heemskerck sont envoyés en patrouille la côte vénézuélienne au cours de la deuxième crise Castro. 
En 1913, les Friesland et Utrecht sont déclassés et les quatre autres sont modernisés. Au cours de la Première Guerre mondiale les quatre navires restants ont été postés dans les eaux territoriales néerlandaises. 

Les Holland et Zeeland ont été désarmés en 1920 et 1924 alors que Noordbrabant est transformé en un navire-caserne de 1920 jusqu'à l'invasion allemande de la Seconde Guerre mondiale où il a été endommagé. 

Le Gelderland est devenu un navire-école en 1920. Il a été capturé par l'Allemagne en 1940, rebaptisé Niobe pour servir dans la Kriegsmarine. Il a été coulé dans le port de Kotka en Finlande le 16 juillet 1944.

## Les unités
Premier groupe :
| Nom             | Chantier naval                                 | Quille | Lancement       | Mis en service   | Fin de carrière |
| --------------- | ---------------------------------------------- | ------ | --------------- | ---------------- | --------------- |
| HNLMS Holland   | Rijkswerf Amsterdam                            | 1895   | 4 octobre 1896  | 1er juillet 1898 | 1920            |
| HNLMS Zeeland   | Koninklijke Maatschappij De Schelde Flessingue | 1895   | 20 mars 1897    | 1er juin 1898    | 1924            |
| HNLMS FRiesland | Nederlandsche Stoomboot Maatschappij Rotterdam | 1895   | 4 novembre 1896 | 16 janvier 1898  | 1913            |

Second groupe :
| Nom                | Chantier naval                                 | Quille            | Lancement         | Mis en service  | Fin de carrière |
| ------------------ | ---------------------------------------------- | ----------------- | ----------------- | --------------- | --------------- |
| HNLMS Utrecht      | Rijkswerf Amsterdam                            | 1897              | 14 juillet 1898   | 1er mars 1901   | 1913            |
| HNLMS Noordbrabant | Koninklijke Maatschappij De Schelde Flessingue | 31 août 1897      | 17 janvier 1899   | 1er mars 1900   | 17 mai 1940     |
| HNLMS Gelderland   | Nederlandsche Stoomboot Maatschappij Rotterdam | 1er novembre 1897 | 28 septembre 1898 | 15 juillet 1900 | 17 mai 1940     |